# Zelotes (animal)
Zelotes es un género de arañas araneomorfas de la familia Gnaphosidae. Sus especies se encuentran en todos los continentes, excepto en los polos.

## Lista de especies
Según The World Spider Catalog 13.5:
- Zelotes acapulcoanus Gertsch & Davis, 1940
- Zelotes adderet Levy, 2009
- Zelotes aeneus (Simon, 1878)
- Zelotes aerosus Charitonov, 1946
- Zelotes aestus (Tucker, 1923)
- Zelotes aiken Platnick & Shadab, 1983
- Zelotes albanicus (Hewitt, 1915)
- Zelotes albomaculatus (O. Pickard-Cambridge, 1901)
- Zelotes alpujarraensis Senglet, 2011
- Zelotes altissimus Hu, 1989
- Zelotes anchoralis Denis, 1958
- Zelotes andreinii Reimoser, 1937
- Zelotes anglo Gertsch & Riechert, 1976
- Zelotes angolensis FitzPatrick, 2007
- Zelotes anthereus Chamberlin, 1936
- Zelotes apricorum (L. Koch, 1876)
- Zelotes argoliensis (C. L. Koch, 1839)
- Zelotes aridus (Purcell, 1907)
- Zelotes arnoldii Charitonov, 1946
- Zelotes ashae Tikader & Gajbe, 1976
- Zelotes asiaticus (Bösenberg & Strand, 1906)
- Zelotes atlanticus (Simon, 1909)
- Zelotes atrocaeruleus (Simon, 1878)
- Zelotes aurantiacus Miller, 1967
- Zelotes azsheganovae Esyunin & Efimik, 1992
- Zelotes babunaensis (Drensky, 1929)
- Zelotes baeticus Senglet, 2011
- Zelotes bajo Platnick & Shadab, 1983
- Zelotes baltistanus Caporiacco, 1934
- Zelotes baltoroi Caporiacco, 1934
- Zelotes bambari FitzPatrick, 2007
- Zelotes banana FitzPatrick, 2007
- Zelotes barbarus (Simon, 1885)
- Zelotes barkol Platnick & Song, 1986
- Zelotes bashaneus Levy, 1998
- Zelotes bassari FitzPatrick, 2007
- Zelotes bastardi (Simon, 1896)
- Zelotes beijianensis Hu & Wu, 1989
- Zelotes bernardi Marinaro, 1967
- Zelotes berytensis (Simon, 1884)
- Zelotes bharatae Gajbe, 2005
- Zelotes bicolor Hu & Wu, 1989
- Zelotes bifukaensis Kamura, 2000
- Zelotes bifurcutis Zhang, Zhu & Tso, 2009
- Zelotes bimaculatus (C. L. Koch, 1837)
- Zelotes birmanicus (Simon, 1884)
- Zelotes bokerensis Levy, 1998
- Zelotes boluensis Wunderlich, 2011
- Zelotes bonneti Marinaro, 1967
- Zelotes bozbalus Roewer, 1961
- Zelotes brennanorum FitzPatrick, 2007
- Zelotes broomi (Purcell, 1907)
- Zelotes butarensis FitzPatrick, 2007
- Zelotes butembo FitzPatrick, 2007
- Zelotes calactinus Di Franco, 1989
- Zelotes caldarius (Purcell, 1907)
- Zelotes callidus (Simon, 1878)
- Zelotes cantonensis Platnick & Song, 1986
- Zelotes capensis FitzPatrick, 2007
- Zelotes capiliae Barrion & Litsinger, 1995
- Zelotes caprearum (Pavesi, 1875)
- Zelotes caprivi FitzPatrick, 2007
- Zelotes capsula Tucker, 1923
- Zelotes caracasanus (Simon, 1893)
- Zelotes caspius Ponomarev & Tsvetkov, 2006
- Zelotes cassinensis FitzPatrick, 2007
- Zelotes catholicus Chamberlin, 1924
- Zelotes caucasius (L. Koch, 1866)
- Zelotes cayucos Platnick & Shadab, 1983
- Zelotes chandosiensis Tikader & Gajbe, 1976
- Zelotes chaniaensis Senglet, 2011
- Zelotes chinguli FitzPatrick, 2007
- Zelotes chotorus Roewer, 1961
- Zelotes choubeyi Tikader & Gajbe, 1979
- Zelotes cingarus (O. Pickard-Cambridge, 1874)
- Zelotes civicus (Simon, 1878)
- Zelotes clivicola (L. Koch, 1870)
- Zelotes coeruleus (Holmberg, 1876)
- Zelotes comparilis (Simon, 1886)
- Zelotes cordiger (L. Koch, 1875)
- Zelotes cordubensis Senglet, 2011
- Zelotes corrugatus (Purcell, 1907)
- Zelotes creticus (Kulczynski, 1903)
- Zelotes criniger Denis, 1937
- Zelotes cruz Platnick & Shadab, 1983
- Zelotes cyanescens Simon, 1914
- Zelotes daidalus Chatzaki, 2003
- Zelotes davidi (Simon, 1884)
- Zelotes davidi Schenkel, 1963
- Zelotes denapes Platnick, 1993
- Zelotes dentatidens Simon, 1914
- Zelotes desioi Caporiacco, 1934
- Zelotes devotus Grimm, 1982
- Zelotes discens Chamberlin, 1922
- Zelotes distinctissimus Caporiacco, 1929
- Zelotes doddieburni FitzPatrick, 2007
- Zelotes donan Kamura, 1999
- Zelotes donnanae FitzPatrick, 2007
- Zelotes duplex Chamberlin, 1922
- Zelotes egregioides Senglet, 2011
- Zelotes egregius Simon, 1914
- Zelotes electus (C. L. Koch, 1839)
- Zelotes erebeus (Thorell, 1871)
- Zelotes eremus Levy, 1998
- Zelotes ernsti (Simon, 1893)
- Zelotes erythrocephalus (Lucas, 1846)
- Zelotes eskovi Zhang & Song, 2001
- Zelotes eugenei Kovblyuk, 2009
- Zelotes exiguoides Platnick & Shadab, 1983
- Zelotes exiguus (Müller & Schenkel, 1895)
- Zelotes fagei Denis, 1955
- Zelotes faisalabadensis Butt & Beg, 2004
- Zelotes fallax Tuneva & Esyunin, 2003
- Zelotes femellus (L. Koch, 1866)
- Zelotes flabellis Zhang, Zhu & Tso, 2009
- Zelotes flagellans (L. Koch, 1882)
- Zelotes flavens (L. Koch, 1873)
- Zelotes flavimanus (C. L. Koch, 1839)
- Zelotes flavitarsis (Purcell, 1908)
- Zelotes flexuosus Kamura, 1999
- Zelotes florisbad FitzPatrick, 2007
- Zelotes florodes Platnick & Shadab, 1983
- Zelotes foresta Platnick & Shadab, 1983
- Zelotes fratris Chamberlin, 1920
- Zelotes frenchi Tucker, 1923
- Zelotes fuligineus (Purcell, 1907)
- Zelotes fulvaster (Simon, 1878)
- Zelotes fulvopilosus (Simon, 1878)
- Zelotes funestus (Keyserling, 1887)
- Zelotes fuscimanus (Kroneberg, 1875)
- Zelotes fuscorufus (Simon, 1878)
- Zelotes fuscus (Thorell, 1875)
- Zelotes fuzeta Wunderlich, 2011
- Zelotes gabriel Platnick & Shadab, 1983
- Zelotes gallicus Simon, 1914
- Zelotes galuni Levy, 1998
- Zelotes gattefossei Denis, 1952
- Zelotes gertschi Platnick & Shadab, 1983
- Zelotes geshur Levy, 2009
- Zelotes gladius Kamura, 1999
- Zelotes golanensis Levy, 2009
- Zelotes gooldi (Purcell, 1907)
- Zelotes gracilis (Canestrini, 1868)
- Zelotes graecus (L. Koch, 1867)
- Zelotes griswoldi Platnick & Shadab, 1983
- Zelotes grovus Platnick & Shadab, 1983
- Zelotes guineanus (Simon, 1907)
- Zelotes gussakovskyi Charitonov, 1951
- Zelotes gynethus Chamberlin, 1919
- Zelotes haifaensis Levy, 2009
- Zelotes hanangensis FitzPatrick, 2007
- Zelotes haplodrassoides (Denis, 1955)
- Zelotes hardwar Platnick & Shadab, 1983
- Zelotes harmeron Levy, 2009
- Zelotes haroni FitzPatrick, 2007
- Zelotes hayashii Kamura, 1987
- Zelotes helanshan Tang, Urita, Song & Zhao, 1997
- Zelotes helicoides Chatzaki, 2010
- Zelotes helsdingeni Zhang & Song, 2001
- Zelotes helvoloides Levy, 1998
- Zelotes helvolus (O. Pickard-Cambridge, 1872)
- Zelotes henderickxi Bosselaers, 2012
- Zelotes hentzi Barrows, 1945
- Zelotes hermani (Chyzer, 1897)
- Zelotes hierosolymitanus Levy, 1998
- Zelotes hirtus (Thorell, 1875)
- Zelotes hispaliensis Senglet, 2011
- Zelotes holguin Alayón, 1992
- Zelotes hospitus (Simon, 1897)
- Zelotes hui Platnick & Song, 1986
- Zelotes humilis (Purcell, 1907)
- Zelotes hummeli Schenkel, 1936
- Zelotes ibayensis FitzPatrick, 2007
- Zelotes icenoglei Platnick & Shadab, 1983
- Zelotes illustris Butt & Beg, 2004
- Zelotes incertissimus Caporiacco, 1934
- Zelotes inderensis Ponomarev & Tsvetkov, 2006
- Zelotes inglenook Platnick & Shadab, 1983
- Zelotes inqayi FitzPatrick, 2007
- Zelotes insulanus (L. Koch, 1867)
- Zelotes insulanus Dalmas, 1922
- Zelotes invidus (Purcell, 1907)
- Zelotes iriomotensis Kamura, 1994
- Zelotes itandae FitzPatrick, 2007
- Zelotes ivieorum Platnick & Shadab, 1983
- Zelotes jabalpurensis Tikader & Gajbe, 1976
- Zelotes jamaicensis Platnick & Shadab, 1983
- Zelotes jocquei FitzPatrick, 2007
- Zelotes josephine Platnick & Shadab, 1983
- Zelotes katombora FitzPatrick, 2007
- Zelotes kazachstanicus Ponomarev & Tsvetkov, 2006
- Zelotes kerimi (Pavesi, 1880)
- Zelotes keumjeungsanensis Paik, 1986
- Zelotes khostensis Kovblyuk & Ponomarev, 2008
- Zelotes kimi Paik, 1992
- Zelotes kimwha Paik, 1986
- Zelotes konarus Roewer, 1961
- Zelotes kukushkini Kovblyuk, 2006
- Zelotes kulempikus FitzPatrick, 2007
- Zelotes kulukhunus FitzPatrick, 2007
- Zelotes kumazomba FitzPatrick, 2007
- Zelotes kuncinyanus FitzPatrick, 2007
- Zelotes kuntzi Denis, 1953
- Zelotes kusumae Tikader, 1982
- Zelotes laccus (Barrows, 1919)
- Zelotes laconicus Senglet, 2011
- Zelotes laetus (O. Pickard-Cambridge, 1872)
- Zelotes laghmanus Roewer, 1961
- Zelotes lagrecai Di Franco, 1994
- Zelotes lasalanus Chamberlin, 1928
- Zelotes latreillei (Simon, 1878)
- Zelotes lavus Tucker, 1923
- Zelotes lehavim Levy, 2009
- Zelotes liaoi Platnick & Song, 1986
- Zelotes lichenyensis FitzPatrick, 2007
- Zelotes lightfooti (Purcell, 1907)
- Zelotes listeri (Audouin, 1826)
- Zelotes lividus Mello-Leitão, 1943
- Zelotes longestylus Simon, 1914
- Zelotes longinquus (L. Koch, 1866)
- Zelotes longipes (L. Koch, 1866)
- Zelotes lotzi FitzPatrick, 2007
- Zelotes lubumbashi FitzPatrick, 2007
- Zelotes lutorius (Tullgren, 1910)
- Zelotes lymnophilus Chamberlin, 1936
- Zelotes maccaricus Di Franco, 1998
- Zelotes maindroni (Simon, 1905)
- Zelotes mandae Tikader & Gajbe, 1979
- Zelotes mandlaensis Tikader & Gajbe, 1976
- Zelotes manius (Simon, 1878)
- Zelotes manytchensis (Ponomarev & Tsvetkov, 2006)
- Zelotes manzae (Strand, 1908)
- Zelotes mashonus FitzPatrick, 2007
- Zelotes matobensis FitzPatrick, 2007
- Zelotes mayanus Chamberlin & Ivie, 1938
- Zelotes mazumbai FitzPatrick, 2007
- Zelotes medianus Denis, 1935
- Zelotes mediocris (Kulczynski, 1901)
- Zelotes meinsohni Denis, 1954
- Zelotes meronensis Levy, 1998
- Zelotes mesa Platnick & Shadab, 1983
- Zelotes messinai Di Franco, 1995
- Zelotes metellus Roewer, 1928
- Zelotes mikhailovi Marusik, 1995
- Zelotes minous Chatzaki, 2003
- Zelotes miramar Platnick & Shadab, 1983
- Zelotes mkomazi FitzPatrick, 2007
- Zelotes moestus (O. Pickard-Cambridge, 1898)
- Zelotes monachus Chamberlin, 1924
- Zelotes monodens Chamberlin, 1936
- Zelotes mosioatunya FitzPatrick, 2007
- Zelotes muizenbergensis FitzPatrick, 2007
- Zelotes mulanjensis FitzPatrick, 2007
- Zelotes mundus (Kulczynski, 1897)
- Zelotes murcidus Simon, 1914
- Zelotes murphyorum FitzPatrick, 2007
- Zelotes musapi FitzPatrick, 2007
- Zelotes nainitalensis Tikader & Gajbe, 1976
- Zelotes naliniae Tikader & Gajbe, 1979
- Zelotes namaquus FitzPatrick, 2007
- Zelotes namibensis FitzPatrick, 2007
- Zelotes nannodes Chamberlin, 1936
- Zelotes naphthalii Levy, 2009
- Zelotes nasikensis Tikader & Gajbe, 1976
- Zelotes natalensis Tucker, 1923
- Zelotes ngomensis FitzPatrick, 2007
- Zelotes nilgirinus Reimoser, 1934
- Zelotes nilicola (O. Pickard-Cambridge, 1874)
- Zelotes nishikawai Kamura, 2010
- Zelotes nitidus (Thorell, 1875)
- Zelotes nyathii FitzPatrick, 2007
- Zelotes oblongus (C. L. Koch, 1833)
- Zelotes ocala Platnick & Shadab, 1983
- Zelotes occidentalis
- Zelotes occultus Tuneva & Esyunin, 2003
- Zelotes olympi (Kulczynski, 1903)
- Zelotes orenburgensis Tuneva & Esyunin, 2003
- Zelotes oryx (Simon, 1879)
- Zelotes otavi FitzPatrick, 2007
- Zelotes ovambensis Lawrence, 1927
- Zelotes ovtsharenkoi Zhang & Song, 2001
- Zelotes pakistaniensis Butt & Beg, 2004
- Zelotes pallidipes Tucker, 1923
- Zelotes paradderet Levy, 2009
- Zelotes paraegregius Wunderlich, 2012
- Zelotes paranaensis Mello-Leitão, 1947
- Zelotes parascrutatus Levy, 1998
- Zelotes paroculus Simon, 1914
- Zelotes pediculatoides Senglet, 2011
- Zelotes pediculatus Marinaro, 1967
- Zelotes pedimaculosus Tucker, 1923
- Zelotes perditus Chamberlin, 1922
- Zelotes petrensis (C. L. Koch, 1839)
- Zelotes petrophilus Chamberlin, 1936
- Zelotes pexus (Simon, 1885)
- Zelotes piceus (Kroneberg, 1875)
- Zelotes piercy Platnick & Shadab, 1983
- Zelotes pinos Platnick & Shadab, 1983
- Zelotes planiger Roewer, 1961
- Zelotes platnicki Zhang, Song & Zhu, 2001
- Zelotes plumiger (L. Koch, 1882)
- Zelotes pluridentatus Marinaro, 1967
- Zelotes poecilochroaeformis Denis, 1937
- Zelotes poonaensis Tikader & Gajbe, 1976
- Zelotes potanini Schenkel, 1963
- Zelotes prishutovae Ponomarev & Tsvetkov, 2006
- Zelotes pseudoapricorum Schenkel, 1963
- Zelotes pseudogallicus Ponomarev, 2007
- Zelotes pseudopusillus Caporiacco, 1934
- Zelotes pseustes Chamberlin, 1922
- Zelotes pulchellus Butt & Beg, 2004
- Zelotes pulchripes (Purcell, 1908)
- Zelotes pullus (Bryant, 1936)
- Zelotes puritanus Chamberlin, 1922
- Zelotes pygmaeus Miller, 1943
- Zelotes pyrenaeus Di Franco & Blick, 2003
- Zelotes quadridentatus (Strand, 1906)
- Zelotes quipungo FitzPatrick, 2007
- Zelotes qwabergensis FitzPatrick, 2007
- Zelotes radiatus Lawrence, 1928
- Zelotes rainier Platnick & Shadab, 1983
- Zelotes reduncus (Purcell, 1907)
- Zelotes reimoseri Roewer, 1951
- Zelotes remyi Denis, 1954
- Zelotes resolution FitzPatrick, 2007
- Zelotes rothschildi (Simon, 1909)
- Zelotes rufi Esyunin & Efimik, 1997
- Zelotes rufipes (Thorell, 1875)
- Zelotes rugege FitzPatrick, 2007
- Zelotes rungwensis FitzPatrick, 2007
- Zelotes ryukyuensis Kamura, 1999
- Zelotes sajali Tikader & Gajbe, 1979
- Zelotes sanmen Platnick & Song, 1986
- Zelotes santos Platnick & Shadab, 1983
- Zelotes sarawakensis (Thorell, 1890)
- Zelotes sardus (Canestrini, 1873)
- Zelotes sataraensis Tikader & Gajbe, 1979
- Zelotes schmitzi (Kulczynski, 1899)
- Zelotes sclateri Tucker, 1923
- Zelotes scrutatus (O. Pickard-Cambridge, 1872)
- Zelotes segrex (Simon, 1878)
- Zelotes semibadius (L. Koch, 1878)
- Zelotes serratus Wunderlich, 2011
- Zelotes shabae FitzPatrick, 2007
- Zelotes shaked Levy, 1998
- Zelotes shantae Tikader, 1982
- Zelotes siculus (Simon, 1878)
- Zelotes similis (Kulczynski, 1887)
- Zelotes sindi Caporiacco, 1934
- Zelotes singroboensis Jézéquel, 1965
- Zelotes siyabonga FitzPatrick, 2007
- Zelotes skinnerensis Platnick & Prentice, 1999
- Zelotes solstitialis Levy, 1998
- Zelotes somaliensis FitzPatrick, 2007
- Zelotes songus FitzPatrick, 2007
- Zelotes soulouensis FitzPatrick, 2007
- Zelotes spadix (L. Koch, 1866)
- Zelotes spinulosus Denis, 1958
- Zelotes stolidus (Simon, 1879)
- Zelotes strandi (Nosek, 1905)
- Zelotes subaeneus (Simon, 1886)
- Zelotes subterraneus (C. L. Koch, 1833)
- Zelotes sula Lowrie & Gertsch, 1955
- Zelotes surekhae Tikader & Gajbe, 1976
- Zelotes swelus FitzPatrick, 2007
- Zelotes talpa Platnick & Shadab, 1983
- Zelotes talpinus (L. Koch, 1872)
- Zelotes tarsalis Fage, 1929
- Zelotes tendererus FitzPatrick, 2007
- Zelotes tenuis (L. Koch, 1866)
- Zelotes tetramamillatus (Caporiacco, 1947)
- Zelotes thorelli Simon, 1914
- Zelotes tongdao Yin, Bao & Zhang, 1999
- Zelotes tortuosus Kamura, 1987
- Zelotes tragicus (O. Pickard-Cambridge, 1872)
- Zelotes trimaculatus Mello-Leitão, 1930
- Zelotes tristis (Thorell, 1871)
- Zelotes tropicalis FitzPatrick, 2007
- Zelotes tsaii Platnick & Song, 1986
- Zelotes tuckeri Roewer, 1951
- Zelotes tulare Platnick & Shadab, 1983
- Zelotes tuobus Chamberlin, 1919
- Zelotes turanicus Charitonov, 1946
- Zelotes turcicus Wunderlich, 2011
- Zelotes ubicki Platnick & Shadab, 1983
- Zelotes uniformis Mello-Leitão, 1941
- Zelotes union Platnick & Shadab, 1983
- Zelotes univittatus (Simon, 1897)
- Zelotes uronesae
- Zelotes uquathus FitzPatrick, 2007
- Zelotes vespertinus (Thorell, 1875)
- Zelotes vikela FitzPatrick, 2007
- Zelotes villicoides Giltay, 1932
- Zelotes viola Platnick & Shadab, 1983
- Zelotes viveki Gajbe, 2005
- Zelotes wuchangensis Schenkel, 1963
- Zelotes xerophilus Levy, 1998
- Zelotes xiaoi Yin, Bao & Zhang, 1999
- Zelotes yani Yin, Bao & Zhang, 1999
- Zelotes yinae Platnick & Song, 1986
- Zelotes yogeshi Gajbe, 2005
- Zelotes yosemite Platnick & Shadab, 1983
- Zelotes zekharya Levy, 2009
- Zelotes zellensis Grimm, 1982
- Zelotes zephyrus Kamura, 1999
- Zelotes zhaoi Platnick & Song, 1986
- Zelotes zhengi Platnick & Song, 1986
- Zelotes zhui Yang & Tang, 2003
- Zelotes zin Levy, 1998
- Zelotes zonatus (Holmberg, 1876)
- Zelotes zonognathus (Purcell, 1907)
- †Zelotes concinna (C. L. Koch & Berendt, 1854)
- †Zelotes mundula (C. L. Koch & Berendt, 1854)
- †Zelotes regalis (C. L. Koch & Berendt, 1854)